# Campionati africani di atletica leggera 2018 - 100 metri piani maschili
La specialità dei 100 metri piani maschili ai campionati africani di atletica leggera di Asaba 2018 si è svolta il 1° e 2 agosto allo Stadio Stephen Keshi.

## Risultati

### Batterie
Qualificazione: i primi 3 di ogni batteria (Q) ed i 6 tempi più veloci degli esclusi (q) si qualificano in semifinale.
Vento:
Gruppo 1: -0.5 m/s, Gruppo 2: -0.9 m/s, Gruppo 3: -0.2 m/s, Gruppo 4: -0.8 m/s, Gruppo 5: -1.1 m/s, Gruppo 6: -0.6 m/s
| Class | Gruppo | Atleta                   | Nazione            | Tempo | Note |
| ----- | ------ | ------------------------ | ------------------ | ----- | ---- |
| 1     | 4      | Akani Simbine            | Sudafrica          | 10.30 | Q    |
| 2     | 5      | Ngoni Makusha            | Zimbabwe           | 10.37 | Q    |
| 3     | 1      | Ben Youssef Meïté        | Costa d'Avorio     | 10.41 | Q    |
| 4     | 1      | Simon Magakwe            | Sudafrica          | 10.42 | Q    |
| 4     | 6      | Seye Ogunlewe            | Nigeria            | 10.42 | Q    |
| 6     | 2      | Arthur Cissé             | Costa d'Avorio     | 10.43 | Q    |
| 7     | 6      | Gilbert Hainuca          | Namibia            | 10.44 | Q    |
| 8     | 5      | Karabo Mothibi           | Botswana           | 10.46 | Q    |
| 9     | 4      | Tatenda Tsumba           | Zimbabwe           | 10.48 | Q    |
| 10    | 5      | Emmanuel Yeboah          | Ghana              | 10.50 | Q    |
| 11    | 1      | Ogho-Oghene Egwero       | Nigeria            | 10.52 | Q    |
| 11    | 3      | Pius Adome               | Uganda             | 10.52 | Q    |
| 13    | 1      | Ebrahima Camara          | Gambia             | 10.54 | q    |
| 14    | 5      | Adama Jammeh             | Gambia             | 10.55 | q    |
| 15    | 1      | Hazemba Chidamba         | Zambia             | 10.56 | q    |
| 16    | 4      | Mark Odhiambo            | Kenya              | 10.61 | Q    |
| 17    | 2      | Roscoe Engel             | Sudafrica          | 10.62 | Q    |
| 18    | 4      | Enoch Adegoke            | Nigeria            | 10.64 | q    |
| 19    | 5      | Emmanuel Eseme           | Camerun            | 10.66 | q    |
| 20    | 6      | Henry Bandiaky           | Senegal            | 10.68 | Q    |
| 21    | 3      | Jonathan Bardotier       | Mauritius          | 10.72 | Q    |
| 22    | 5      | Fabrice Dabla            | Togo               | 10.74 | q    |
| 23    | 3      | Moulaye Sonko            | Senegal            | 10.75 | Q    |
| 24    | 2      | Assan Faye               | Gambia             | 10.78 | Q    |
| 24    | 3      | Keene Motukisi           | Botswana           | 10.78 |      |
| 26    | 5      | Even Tjiviju             | Namibia            | 10.81 |      |
| 27    | 1      | Jean-Yann de Grace       | Mauritius          | 10.83 |      |
| 28    | 3      | Sharry Dodin             | Seychelles         | 10.88 |      |
| 29    | 4      | Dylan Sicobo             | Seychelles         | 10.90 |      |
| 30    | 4      | Gnamien Nehemie N'Goran  | Costa d'Avorio     | 10.91 |      |
| 31    | 2      | Jean Tarcicius Batambock | Camerun            | 10.92 |      |
| 32    | 4      | Titus Kafunda            | Zambia             | 10.93 |      |
| 33    | 6      | Leeroy Henriette         | Seychelles         | 10.94 |      |
| 34    | 6      | Romeo Manzila Mahambou   | Rep. del Congo     | 11.00 |      |
| 35    | 2      | Didier Kiki              | Benin              | 11.03 |      |
| 36    | 4      | Nathan Abebe             | Etiopia            | 11.06 |      |
| 37    | 6      | Bediru Mohammed          | Etiopia            | 11.22 |      |
| 38    | 1      | Maxime Petnga            | Camerun            | 11.23 |      |
| 39    | 3      | Abdusetar Kemal          | Etiopia            | 11.31 |      |
| 40    | 5      | Mobele Israel Vamtou     | Ciad               | 11.37 |      |
| 41    | 6      | Matar Mabrouk            | Ciad               | 11.49 |      |
| 42    | 3      | Remigio Santander Villa  | Guinea Equatoriale | 11.73 |      |
| 43    | 6      | Pascual Ngomo Ochaga     | Guinea Equatoriale | 11.98 |      |
| 44    | 2      | Alpha Diagana            | Mauritania         | 12.26 |      |
| N.D.  | 5      | Innocent Bologo          | Burkina Faso       | dq    |      |
| N.D.  | 1      | Peter Levo               | Sudan del Sud      | dns   |      |
| N.D.  | 2      | Ali Gulam                | Tanzania           | dns   |      |
| N.D.  | 2      | Abderrahmane Aboubek     | Mauritania         | dns   |      |
| N.D.  | 3      | Alyman Elsaaid           | Egitto             | dns   |      |
| N.D.  | 4      | Ambdoul Karim Riffayn    | Comore             | dns   |      |
| N.D.  | 6      | Mosito Lehata            | Lesotho            | dns   |      |

### Semifinale
Qualificazione: i primi 2 di ogni semifinale (Q) e 2 più veloci degli esclusi (q) si qualificano in finale.
Vento:
Gruppo 1: -0.8 m/s, Gruppo 2: -0.9 m/s, Gruppo 3: -0.7 m/s
| Class | Gruppo | Atleta             | Nazione        | Tempo | Note |
| ----- | ------ | ------------------ | -------------- | ----- | ---- |
| 1     | 3      | Arthur Cissé       | Costa d'Avorio | 10.29 | Q    |
| 2     | 1      | Akani Simbine      | Sudafrica      | 10.32 | Q    |
| 3     | 3      | Ngoni Makusha      | Zimbabwe       | 10.36 | Q    |
| 4     | 2      | Simon Magakwe      | Sudafrica      | 10.37 | Q    |
| 5     | 2      | Seye Ogunlewe      | Nigeria        | 10.39 | Q    |
| 6     | 2      | Ben Youssef Meïté  | Costa d'Avorio | 10.42 | q    |
| 7     | 3      | Gilbert Hainuca    | Namibia        | 10.43 | q    |
| 8     | 2      | Tatenda Tsumba     | Zimbabwe       | 10.45 |      |
| 8     | 3      | Ogho-Oghene Egwero | Nigeria        | 10.45 |      |
| 10    | 1      | Karabo Mothibi     | Botswana       | 10.47 | Q    |
| 11    | 1      | Emmanuel Yeboah    | Ghana          | 10.49 |      |
| 12    | 2      | Ebrahima Camara    | Gambia         | 10.59 |      |
| 13    | 1      | Hazemba Chidamba   | Zambia         | 10.63 |      |
| 13    | 3      | Roscoe Engel       | Sudafrica      | 10.63 |      |
| 15    | 1      | Jonathan Bardotier | Mauritius      | 10.64 |      |
| 15    | 3      | Adama Jammeh       | Gambia         | 10.64 |      |
| 15    | 3      | Emmanuel Eseme     | Camerun        | 10.64 |      |
| 18    | 1      | Enoch Adegoke      | Nigeria        | 10.68 |      |
| 19    | 2      | Mark Odhiambo      | Kenya          | 10.69 |      |
| 20    | 1      | Assan Faye         | Gambia         | 10.74 |      |
| 21    | 2      | Henry Bandiaky     | Senegal        | 10.83 |      |
| 22    | 2      | Fabrice Dabla      | Togo           | 10.88 |      |
| 23    | 1      | Pius Adome         | Uganda         | 10.89 |      |
| 24    | 3      | Moulaye Sonko      | Senegal        | 10.92 |      |

### Finale
Vento: -2.1 m/s
| Class   | Corsia | Atleta            | Nazione        | Tempo | Note |
| ------- | ------ | ----------------- | -------------- | ----- | ---- |
| Oro     | 5      | Akani Simbine     | Sudafrica      | 10.25 |      |
| Argento | 3      | Arthur Cissé      | Costa d'Avorio | 10.33 |      |
| Bronzo  | 4      | Simon Magakwe     | Sudafrica      | 10.35 |      |
| 4       | 1      | Ben Youssef Meïté | Costa d'Avorio | 10.36 |      |
| 5       | 7      | Seye Ogunlewe     | Nigeria        | 10.45 |      |
| 6       | 6      | Ngoni Makusha     | Zimbabwe       | 10.45 |      |
| 7       | 2      | Gilbert Hainuca   | Namibia        | 10.49 |      |
| 8       | 8      | Karabo Mothibi    | Botswana       | 10.55 |      |